# Teodorico III
Teodorico III (651 circa – inverno 691) è stato un re franco della dinastia dei Merovingi: regnò sulla Neustria e Burgundia, nel 673 e poi dal 675 sino alla morte e, dal 679, re dell'Austrasia, quindi re di tutti i Franchi; è considerato uno dei Re fannulloni, infatti fu manovrato da tutti i suoi maggiordomi, da Ebroino a Pipino di Herstal.

## Origini
Era il secondogenito del re dei Franchi Sali della dinastia merovingia, Clodoveo II e, secondo il continuatore anonimo del cronista Fredegario, della moglie, Batilde, una donna di origine straniera (nella Vita Sanctæ Balthildis è definita di origine sassone).

## Biografia
Nel 673, alla morte del fratello primogenito Clotario III, che non aveva eredi diretti (anche se alcuni considerano Clodoveo III suo figlio illegittimo), il trono di Neustria e Burgundia sarebbe dovuto toccare al fratello, Childerico II (già re di Austrasia), ma Ebroino, maggiordomo di palazzo di Neustria, contro il parere dell'aristocrazia e del clero dei due regni, impose Teodorico.
Approfittando dei disordini che erano insorti, in quello stesso anno, Chilperico II invase i regni di Neustria e Burgundia, depose Teodorico III e dopo, aver tonsurato sia lui sia Ebroino, li inviò nel monastero di Luxovio, in Burgundia e divenne sovrano di tutti i regni franchi, elevando Wulfoaldo a maggiordomo di tutti i regni dei Franchi.
Tornarono entrambi liberi nel 675, dopo la morte di Childerico II (che era stato assassinato da Bodilone, nel 675, insieme al figlio Dagoberto e alla moglie Bilichilde, che era incinta), ma questa volta Ebroino non volle più sostenere i diritti al trono di Teodorico preferendogli il figlio (presunto) di Clotario III, Clodoveo III gradito anche dagli austrasiani.
Nel 676 Ebroino rinunciò a sostenere  Clodoveo III, che venne chiuso in un convento, e rimise sul trono Teodorico III, mantenendo la carica di maggiordomo di palazzo di Neustria. Ebroino cercò inoltre di imporre Teodorico III anche come re di Austrasia, ma fu costretto ad accettare come re Dagoberto II, che rientrato dall'esilio divenne re dei Franchi di Austrasia e con l'appoggio del maggiordomo di Austrasia, Wulfoaldo, si scontrò spesso con Ebroino e Teodorico III, che nel 677, attaccarono invano l'Austrasia e per un breve periodo vi fu la guerra civile tra i due regni.
Fu probabilmente lo stesso Ebroino a organizzare la partita di caccia in cui, nel 679, Dagoberto perse la vita a seguito di un colpo di spada all'inguine da parte di alcuni congiurati.
Dopo la morte di Dagoberto II (679) l'Austrasia andò a Teodorico III che così riunificò il Regno dei Franchi, ma in pratica rimase indipendente, sotto la guida del maggiordomo Wulfoaldo e dopo la sua morte di Martino e Pipino di Herstal, il figlio di Ansegiso. Dato che molti nobili di Neustria si rifugiavano in Austrasia per sfuggire alle angherie di Ebroino, nel 680, Pipino e Martino attaccarono la Neustria, ma fu Ebroino ad avere la meglio nella battaglia di Leucofao, e, dopo aver messo in fuga gli austrasiani, raggiunse Martino e, con un inganno, lo uccise, con tutti i suoi uomini.
Dopo la morte di Ebroino, Warattone fu nominato maggiordomo da Teodorico III.
Nel 682, Warattone fu esautorato dal proprio figlio, Gislemaro, che però poco dopo morì, cosicché Warattone tornò a essere il maggiordomo di palazzo dei regni di Neustria e Burgundia, fino alla sua morte, avvenuta nel 686.
Dopo la morte di Warattone, Teodorico III nominò maggiordomo di palazzo Bertario. Ma poco dopo la sua nomina, i Neustriani, scontenti del governo di Bertario, cominciarono a migrare verso l'Austrasia e si rivolgevano al maggiordomo di palazzo, Pipino di Herstal, aizzandolo contro Bertario e la Neustria. Allora Pipino inviò dei messaggeri al re di tutti i Franchi, Teodorico III, affinché intervenisse a favore di coloro che erano perseguitati, affinché potessero rientrare in Neustria; ma Teodorico, consigliato dal nuovo maggiordomo di Neustria, Bertario, li trattò con superbia e disprezzo. Venutone a conoscenza, Pipino, anche sollecito dai profughi, ormai in miseria, radunò l'esercito austrasiano e si diresse verso la Neustria, passando il confine; Teodorico si preparava alla difesa, quando Pipino gli propose di evitare lo scontro, offrendo al suo re oro e argento, ma Teodorico, ancora consigliato da Bertario, rifiutò. Teodorico III, nel 687, nella battaglia di Textricio, vicino a Vermand, venne allora sconfitto da Pipino, che lo costrinse alla fuga assieme a Bertario. Non molto tempo dopo, nel 688, Bertario fu ucciso dai suoi falsi amici su istigazione della suocera, Ansfida e subito dopo Pipino catturò Teodorico col tesoro reale, e venne dichiarato maggiordomo anche di Neustria, mentre Teodorico III restava re di tutti i Franchi e prese il titolo di dux et princeps dei Franchi.
Teodorico morì tra la fine del 690 e l'inizio del 691, dopo 17 anni di regno e gli successe il figlio Clodoveo.
Teodorico fu sepolto ad Arras, nella chiesa di san Vedasto di Arras.

## Matrimonio e discendenza
Teodorico aveva sposato Clotilde, che alcune fonti dicono fosse discendente degli Arnolfingi, addirittura la sorella di Pipino (secondo lo storico francese Christian Settipani, esperto di genealogie era la figlia di Ansegiso), che gli diede tre figli:
- Clodoveo (c.678-695), che fu re dei Franchi;
- Childeberto (c.678-711), che fu re dei Franchi;
- Bertrada (c.670-dopo il 720), badessa del convento di Prum e nonna di Bertrada di Laon[32];.

Alcune fonti gli attribuiscono anche un figlio illegittimo (infatti, negli Annales Francorum Ludovici Dufour è scritto che il futuro re, Clotario IV verosimilmente poteva discendere dai re di Neustria, Clodoveo e Teodorico III):
- Clotario (?-719), re dei Franchi di Austrasia.

## Ascendenza
|               |   |            | Genitori            |  |  | Nonni |  |  | Bisnonni    |  |  | Trisnonni    |  |
|               |   |            |                     |  |  |       |  |  | Clotario II |  |  | Chilperico I |  |
|               |   |            |                     |  |  |       |  |  | Clotario II |  |  | Chilperico I |  |
|               |   | Fredegonda |                     |  |  |       |  |  | Clotario II |  |  |              |  |
| Dagoberto I   |   |            |                     |  |  |       |  |  | Clotario II |  |  |              |  |
|               |   | Bertrude   | Ricomero?           |  |  |       |  |  |             |  |  |              |  |
|               |   | Bertrude   | Ricomero?           |  |  |       |  |  |             |  |  |              |  |
|               |   | Bertrude   | Gertrude di Hamage? |  |  |       |  |  |             |  |  |              |  |
| Clodoveo II   |   | Bertrude   |                     |  |  |       |  |  |             |  |  |              |  |
|               |   | …          | …                   |  |  |       |  |  |             |  |  |              |  |
|               |   | …          | …                   |  |  |       |  |  |             |  |  |              |  |
|               |   | …          | …                   |  |  |       |  |  |             |  |  |              |  |
| Nantechilde   |   | …          |                     |  |  |       |  |  |             |  |  |              |  |
|               |   | …          | …                   |  |  |       |  |  |             |  |  |              |  |
|               |   | …          | …                   |  |  |       |  |  |             |  |  |              |  |
|               |   | …          | …                   |  |  |       |  |  |             |  |  |              |  |
| Teodorico III |   | …          |                     |  |  |       |  |  |             |  |  |              |  |
|               | … | …          |                     |  |  |       |  |  |             |  |  |              |  |
|               | … | …          |                     |  |  |       |  |  |             |  |  |              |  |
|               | … | …          |                     |  |  |       |  |  |             |  |  |              |  |
| …             | … |            |                     |  |  |       |  |  |             |  |  |              |  |
|               |   | …          | …                   |  |  |       |  |  |             |  |  |              |  |
|               |   | …          | …                   |  |  |       |  |  |             |  |  |              |  |
|               |   | …          | …                   |  |  |       |  |  |             |  |  |              |  |
| Batilde       |   | …          |                     |  |  |       |  |  |             |  |  |              |  |
|               |   | …          | …                   |  |  |       |  |  |             |  |  |              |  |
|               |   | …          | …                   |  |  |       |  |  |             |  |  |              |  |
|               |   | …          | …                   |  |  |       |  |  |             |  |  |              |  |
| …             |   | …          |                     |  |  |       |  |  |             |  |  |              |  |
|               |   | …          | …                   |  |  |       |  |  |             |  |  |              |  |
|               |   | …          | …                   |  |  |       |  |  |             |  |  |              |  |
|               |   | …          | …                   |  |  |       |  |  |             |  |  |              |  |
|               |   | …          |                     |  |  |       |  |  |             |  |  |              |  |

### Fonti primarie
- (LA)  Fredegario, FREDEGARII SCHOLASTICI CHRONICUM CUM SUIS CONTINUATORIBUS, SIVE APPENDIX AD SANCTI GREGORII EPISCOPI TURONENSIS HISTORIAM FRANCORUM.
- (LA)  Annales Marbacenses.
- (LA)  Monumenta Germaniae historica: Chronicon Moissiacensis.
- (LA)  Rerum Gallicarum et Francicarum Scriptores, tomus tertius.
- (LA)  Monumenta Germaniae historica: Domus Carolingicae genealogia.
- (LA)  Annales Mettenses Priores.

### Letteratura storiografica
- Christian Pfister, La Gallia sotto i Franchi merovingi. Vicende storiche, in Storia del mondo medievale - Vol. I, Cambridge, Cambridge University Press, 1978,  pp. 688-711.